# Borgerkrigen i Libyen (2011)
Borgerkrigen i Libyen (2011), undertiden også omtalt som den første libyske borgerkrig, var en væbnet konflikt i 2011 i det nordafrikanske land Libyen. Borgerkrigen brød ud i 2011 som følge af det bredere Arabiske Forår, og blev udkæmpet mellem styrker, der var loyale over for den siddende libyske regeringsleder oberst Muammar Gaddafi, og oprørsgrupper, som forsøgte at fordrive hans regering. Konflikten blev antændt af protester i Benghazi d. 15. februar 2011, som ledte til voldelige sammenstød med sikkerhedsstyrker. Protesterne eskalerede efterfølgende til et oprør, der spredte sig til andre dele af landet. Oprørerne etablerede efterfølgende det libyske overgangsråd, som derpå dannede opposition til Gaddafis regering. 
Sammenstødene mellem oprørerne og regeringsstyrkerne ledte til, at man i FN-regi i februar 2011 besluttede at udsende en undersøgelseskommission til undersøgelse af påståede brud på menneskerettighedslovgivning i den forbindelse. FN's Sikkerhedsråd vedtog den 26. februar resolution 1970, som indfrøs Gaddafi og han inderkredses aktiver, begrænsede deres rejsefrihed og henviste sagen til undersøgelse i Den Internationale Straffedomstol. Den 1. marts 2011 vedtog Senatet i USA resolution S.Res.85, hvori de fordømte Gaddafis regering, udtrykte støtte til oprørerne og tilskyndede til at følge Sikkerhedsrådets resolution 1970. Endvidere opfordrede Senatet til, at Sikkerhedsrådet yderligere handlede, heriblandt indførte en såkaldt no-fly zone (flyveforbudszone).
I begyndelsen af marts samlede Gaddafis styrker sig og trængte mod øst og genindtog adskillige kystbyer, inden de nåede Benghazi. Den 17. marts 2011 vedtog FN's Sikkerhedsråd endnu en resolution 1973, som bemyndigede medlemslande i at etablere og håndhæve en no-fly zone over Libyen og bruge nødvendige foranstaltninger for at forhindre angreb på civile. Denne resolutionen afstedkom, at NATO indførte en no-fly zone over Libyen og samtidig lancerede en bombekampagne, som var rettet mod libyske militær installationer og køretøjer. Gaddafi-regeringen annoncerede derefter en våbenhvile, men kampe og bombninger fortsatte. Oprørerne afviste under hele konflikten våbenhvileaftaler med Gaddafi-regeringen og den Afrikanske Unions bestræbelser på at afslutte kampene, fordi de fremlagte planer ikke omfattede, at Gaddafi blev fjernet.
I august indledte oprørsstyrkerne en offensiv mod de regeringskontrollerede områder – bakket op af en vidtrækkende NATO-bombekampagne. Offensiven kulminerede i, at oprørerne i sidste end erobrede Libyens hovedstad Tripoli. Den 16. september 2011 blev det libyske overgangsråd anerkendt af FN som den juridiske repræsentant for Libyen og erstattede dermed Gaddafi-regeringen. Muammar Gaddafi havde undgået tilfangetagen, indtil han d. 20. oktober 2011 blev taget til fange lidt vest for byen Sirte, efter hans militærkonvoj var blevet bombet af NATO. Gaddafi blev henrettet af oprørerne umiddelbart efter hans tilfangetagen. Det libyske overgangsråd erklærede "Libyens befrielse" og den officielle afslutning på krigen den 23. oktober 2011.
Borgerkrigen fortsatte dog i praksis efterfølgende – omend på et lavere niveau – hvor bl.a. tidligere Gaddafi-loyalister fortsatte med at kæmpe. Der herskede således forskellige uenigheder og stridigheder mellem lokale militser og stammer, hvilket bl.a. førte til kampe den 23. januar 2012 i den tidligere Gaddafi højborg Bani Walid. Disse kampe afstedkom, at et alternativt byråd her blev etableret. Flere militære militser havde vokset sig store og indflydelsesrige, og deres rolle i det nye Libyen var uklare. Flere militser nægtede at lade sig afvæbne og havde i stigende grad et anstrengt forhold til den nye regering i Libyen. Dette anstrengte forhold ledte i stigende grad til øget spændinger i Libyen, der antændte nye samt gamle uløste konflikter. Perioden efter 2011 var således generelt præget af fortsatte kampe, opsplitning og et betydeligt sammenbrud i landets sikkerhedssituation, økonomi og evne til at håndtere migration. Disse uløste spørgsmål var medvirkende til at lede til den anden borgerkrig i Libyen. Nogle iagttager betragter det som én langvarig borgerkrig i Libyen, som har været karakteriseret af perioder med mindre kampaktivitet. Disse iagttagere skelner derfor ikke mellem en første og anden borgerkrig i Libyen.
Den 19. marts 2011 påbegyndte en koalition bestående af bl.a. USA, Storbritannien, Frankrig og Danmark en militæroperation i Libyen. Koalitionens medlemmer tilkendegav, af flere omgange, at støtte den i Benghazi den 5. marts 2011 formelt stiftede forsamling. Militæroperationen kom i perioden fra den 31. marts til den 31. oktober 2011 formelt under NATO's kommando. I denne periode, hvor koalitionen, ifølge NATO, fløj over 26.000 togter, blev Libyens regering drevet ud af Tripoli og dennes leder Muammar Gaddafi dræbt.

## Baggrund
I 1969 ledte Muammar Gaddafi et statskup mod kong Idris I og kom herved til magten i Libyen. Muammar Gaddafis The Green Book beskriver dennes politiske filosofi i forhold til bl.a. styreform, økonomi og uddannelse.
Libyen havde i 2010 en med flere europæiske lande sammenlignelig bruttonationalindkomst per indbygger samt den højeste middellevealder og det højeste Human Development Index i Afrika.
I starten af 2011 fandt regeringskritiske protester sted i en række arabiske lande heriblandt Tunesien, Egypten, Yemen, Bahrain og Libyen.
Baggrunden for at der i Libyens tilfælde, blev vedtaget en FN kapitel VII resolution og iværksat en militæroperation, er blevet undersøgt af det britiske parlament i regi af the House of Commons Foreign Affairs Committee.

## Forløb
15. februar 2011 det amerikanske udenrigsministerium angiver at have startet med at advare amerikanske statsborgere.
21. februar 2011 chargé d’affaires a.i. ved Libyens faste mission ved FN, Ibrahim Dabbashi, anmoder FN's Sikkerhedsråd om at afholde et møde.  Et møde med en lang række indbudte medlemsstater, blev afholdt privat uden ordret protokol dagen efter, hvor "The Security Council heard a statement by the representative of the Libyan Arab Jamahiriya."
24. februar 2011 den første i en række udskrifter af telefonsamtaler mellem USA's præsident Barack Obama og stats og regeringslederne i Frankrig, Storbritannien, Italien, Tyrkiet og Tyskland offentliggøres.  I den sidste, der er dateret den 26. februar 2011, hedder det om Libyens regeringsleder Muammar Gaddafi: "he has lost the legitimacy to rule and needs to do what is right for his country by leaving now."
25. februar 2011 FN's Menneskerettighedsråd vedtager uden afstemning  resolution A/HRC/RES/S-15/1, hvori det bl.a. besluttes, at udsende en undersøgelseskommission til undersøgelse af påståede brud på   menneskerettighedslovgivning i Libyen.
26. februar 2011 FN's Sikkerhedsråd vedtager enstemmigt resolution 1970 (2011), hvori sikkerhedsrådet indfører en række internationale sanktioner herunder en våbenembargo (paragraf 9) og henviser "situationen i Den Libyske Arabiske Jamahiriya siden den 15. februar 2011" til Den Internationale Straffedomstol.
1. marts 2011 det amerikanske Senat vedtager enstemmigt resolution S.Res.85, som "(7) urges the United Nations Security Council to take such further action as may be necessary to protect civilians in Libya from attack, including the possible imposition of a no-fly zone over Libyan territory;"
12. marts 2011 Den Arabiske Liga's Råd vedtager resolution 7360, som      
"Recalling its commitment to preserve Libyan territorial integrity, regional security, political independence and civil peace; to ensure the safety and security of Libyan citizens, the national unity and independence of the Libyan people and their sovereignty over their territory; and to reject all forms of foreign intervention in Libya; and emphasizing that failure to take the measures necessary to end this crisis will lead to foreign intervention in Libyan internal affairs,
Decides
1. To call upon the Security Council, in view of the deterioration in the situation in Libya, to shoulder its responsibilities and take the measures necessary to immediately impose a no-fly zone on Libyan military aircraft and establish safe havens in areas that are exposed to bombardment, as precautionary measures that will provide protection for the Libyan people and the various foreign nationals resident in Libya while respecting the sovereignty and territorial integrity of neighbouring States."
17. marts 2011 FN's Sikkerhedsråd vedtager resolution 1973 (2011), hvori sikkerhedsrådet "Authorizes Member States that have notified the Secretary-General, (...), to take all necessary measures, notwithstanding paragraph 9 of resolution 1970 (2011), to protect civilians and civilian populated areas under threat of attack in the Libyan Arab Jamahiriya, including Benghazi, while excluding a foreign occupation force of any form on any part of Libyan territory,"    
  Frankrig, Libanon, Storbritannien og USA indsendte resolutionsforslaget. Bosnien-Hercegovina, Colombia, Frankrig, Gabon, Libanon, Nigeria, Portugal, Storbritannien, Sydafrika og USA stemte for. Brasilien, Indien, Kina, Rusland og Tyskland undlod at stemme.
18. marts 2011 Folketinget vedtager enstemmigt "B 89 Forslag til folketingsbeslutning om et dansk militært bidrag til en international militær indsats i Libyen."
19. marts 2011 militæroperation påbegyndes.
23. marts 2011 Storbritanniens kommandør af luftoperationerne meddeler: "We are now applying sustained, unrelenting pressure on the Libyan Armed Forces. Their air force no longer exists as a fighting force,"
14. april 2011 Det Hvide Hus i USA offentliggør "Joint Op-ed by President Obama, Prime Minister Cameron and President Sarkozy: ‘Libya's Pathway to Peace’" hvori det hedder: "However, so long as Gaddafi is in power, NATO and its coalition partners must maintain their operations so that civilians remain protected and the pressure on the regime builds. Then a genuine transition from dictatorship to an inclusive constitutional process can really begin, led by a new generation of leaders. For that transition to succeed, Colonel Gaddafi must go, and go for good."
16. maj 2011 anklager ved Den Internationale Straffedomstol meddeler at ville søge en anholdelsesbegæring mod Libyens regeringsleder Muammar Gaddafi.
20. oktober 2011 Libyens regeringsleder Muammar Gaddafi er blevet dræbt.
31. oktober 2011 NATO meddeler at organisationens militæroperation i Libyen er til ende.
11. september 2012 amerikansk diplomatisk ejendom i Benghazi bliver angrebet. Fire amerikanere, herunder USA's ambassadør i Libyen Chris Stevens, bliver dræbt.
26. juli 2014 USA og efterfølgende bl.a. Frankrig og Storbritannien rømmer landenes ambassader i Libyen.

## Internationale reaktioner
Danmark Udenrigsminister Lene Espersen udmeldte den 18. februar 2011: "Jeg tager skarpt afstand fra den vold og knægtelse af menneskerettigheder og ytringsfrihed, som i flere lande i Mellemøsten har været myndighedernes svar på fredelige demonstrationer,"
 EU Rådet for Den Europæiske Union erklærede den 28. februar 2011, at være gået videre end de internationale sanktioner i FN-sikkerhedsrådsresolution 1970 (2011).
 FN Højkommissær for menneskerettigheder Navi Pillay, udtrykte den 18. februar 2011 fordømmelse og bekymring over rapporter om vold i forbindelse med protester i en række mellemøstlige og nordafrikanske lande, herunder Bahrain, Libyen og Yeman.
 NATO Generalsekretær Anders Fogh Rasmussen erklærede den 27. marts 2011: "NATO Allies have decided to take on the whole military operation in Libya under the United Nations Security Council Resolution. Our goal is to protect civilians and civilian-populated areas under threat of attack from the Gaddafi regime."
 Norge Udenrigsminister Jonas Gahr Støre udmeldte den 19. februar 2011: "Jeg fordømmer voldsbruken mot fredelige demonstranter i Libya, Bahrain og Jemen."
 Storbritannien Udenrigsminister William Hague udmeldte den 19. februar 2011: "The British Government is deeply concerned by continuing reports overnight of unacceptable violence used against protesters in Libya, Bahrain, and Yemen and the deaths of protesters."
 USA Drabet på Libyens regeringsleder Muammar Gaddafi, blev  kommenteret med grin og en parodi på et Julius Cæsar citat, af den amerikanske statssekretær Hillary Clinton.